# Senior Executive Service (EUA)
O Serviço Executivo Sênior (SES), estabelecido em 1979 sob a presidência de Jimmy Carter, é uma categoria funcional no serviço público federal dos Estados Unidos. A criação do SES, regulamentada pelo Ato de Reforma do Serviço Civil de 1978, tinha como objetivo estruturar uma camada de cargos de alta gerência, equiparáveis em nível de responsabilidade e complexidade a cargos de alta patente nas Forças Armadas do país.
Este sistema foi instituído com a intenção de aprimorar a eficiência administrativa, desenvolver e implementar políticas governamentais e gerenciar os recursos públicos de forma mais eficaz. O SES foi criado com o objetivo de facilitar uma maior mobilidade de carreira e desenvolvimento profissional entre os servidores no topo da administração pública, promovendo uma gestão baseada em competências e habilidades gerenciais específicas necessárias para o exercício de funções estratégicas no governo.
Todavia, as evidências sobre o impacto do SES na melhoria da capacidade administrativa do governo e no aumento das competências gerenciais entre os ocupantes de cargos de alto escalão do governo são ambíguas ou mistas.
Adicionalmente, o SES tem como uma de suas características a implementação de critérios de avaliação de desempenho e programas de capacitação interagências (transversais), que visam o desenvolvimento contínuo dos profissionais que compõem este serviço. A estrutura do SES permite uma reatribuição flexível de profissionais com base em avaliações de desempenho, promovendo ajustes funcionais que buscam atender às necessidades e objetivos institucionais do governo federal americano.

## Características
O SES foi concebido para ser um grupo de líderes escolhidos com base em suas competências gerenciais, desempenhando papéis alta direção no âmbito governamental, servindo como uma ponte entre os nomeados presidenciais de alto escalão (isto é, os cargos de natureza política, definidos por indicação direta do presidente) e o restante do quadro de servidores públicos. Os membros do Senior Executive Service atuam em posições estratégicas, situadas um nível abaixo dos indicados pela presidência.
Até 10% dos cargos disponíveis no SES podem ser preenchidos através de nomeações políticas, em contraposição aos servidores de carreira. Em termos de designação, aproximadamente a metade dos cargos no SES é "Reservada para Carreira", o que significa que apenas profissionais de carreira podem ocupar tais posições. A outra parcela é categorizada como "Geral", que pode ser preenchida tanto por profissionais de carreira quanto por nomeações políticas, a critério da administração vigente.
É válido mencionar que existem exceções no que tange a inclusão em SES; órgãos como o FBI, CIA e NSA, possuem suas próprias estruturas para cargos de alta direção. De maneira análoga, outras entidades governamentais também mantêm categorias específicas para seus executivos sêniores.

## Regulação da Gestão Funcional e de Carreira do SES
Os membros de carreira do SES usufruem das proteções típicas dos integrantes do serviço público, não podendo ser destituídos ou suspensos por mais de 14 dias sem um motivo justificado, que pode incluir conduta imprópria, negligência, incapacidade de exercer suas funções ou recusa em aceitar uma relocação direcionada. Se forem aplicadas ações corretivas ou punitivas a estes profissionais, eles possuem o direito de recorrer ao órgão administrativo competente para julgar disputas relacionadas à gestão de recursos humanos no serviço público americano: a Comissão de Proteção dos Sistemas de Mérito (Merit Systems Protection Board).
Ademais, existem mecanismos para a movimentação de profissionais do SES, baseados em avaliações de desempenho. Averiguações que resultem em avaliações insatisfatórias podem levar a reatribuições de funções, seguindo um conjunto específico de normas que regem as condições para a remoção do SES.
Relativamente aos nomeados não efetivos e de mandato limitado no SES, estes não dispõem das mesmas proteções que os servidores de carreira, podendo ser destituídos do serviço a qualquer momento.